# الجديد (صنعاء القديمة)

تعديل مصدري - تعديل

حارة الجديد هي إحدى حارات مدينة صنعاء القديمة، بلغ تعداد سكانها 362 نسمة حسب تعداد اليمن لعام 2004.